# 狹尾副獅子魚
狹尾副獅子魚，為輻鰭魚綱鮋形目杜父魚亞目獅子魚科的其中一種，分布於中東太平洋的巴拿馬灣海域，棲息深度約1651公尺，體長可達11.4公分，為深海底棲性魚類，屬肉食性，生活習性不明。

## 擴展閱讀
維基物種上的相關：狹尾副獅子魚